# Dance
Dance, ook wel electronic dance music (EDM) genoemd, is een verzamelnaam voor alle soorten elektronische dansmuziek. Het belangrijkste kenmerk is dat de muziek grotendeels gemaakt is met elektronische muziekinstrumenten en meestal niet live gespeeld kan worden. De meeste dancestijlen kenmerken zich doordat de melodie eenvoudig is en in een  44-maat wordt gespeeld. Vaak heeft de muziek repeterende melodieën en bevatten de meeste danceplaten een bass drum. Soms worden oude nummers bewerkt en soms worden ook akoestische instrumenten toegevoegd aan de muziek. EDM is een term die sinds 2010 opgang maakt in de dance, maar ook vaak gelieerd wordt aan een stijl met typisch opzwepende composities, inbegrepen trance-elementen, zoals populair is op grotere evenementen.

## Omschrijving
Dance kent veel stijlen, die elkaar kunnen overlappen, variërend van heel soft (ambient en chill-out) tot keihard en snel (hardcore en schranz), van minimalistisch en monotoon (minimal en techno) tot melodieus (trance) en bombastisch (industrial). Veel subgenres zijn puur elektronisch en instrumentaal (electro), terwijl andere genres juist veel vocals en akoestische instrumenten bevatten (house). In de Nederlandse en Vlaamse hitlijsten zijn vooral de stijlen eurodance, house en trance dominant. Ook zijn er regelmatig hypes waarbij een bepaalde stijl korte tijd enorm populair is, zoals acid house (eind jaren 80), happy hardcore (midden jaren 90), jumpstyle (begin jaren 2000) en dubstep (jaren 10).
Er zijn talloze clubs en feesten waar alleen dancemuziek wordt gedraaid. Deze feesten (houseparty's) hebben een hoog hedonistisch gehalte: veel mensen zijn er schaars gekleed en sommige bezoekers gebruiken drugs, met name xtc. Dancefeesten komen daardoor vaak negatief in het nieuws, hoewel nooit is aangetoond dat er op dancefeesten meer drugs wordt gebruikt en meer geweld is dan bij andere evenementen.

## Geschiedenis
De eerste dancestijlen zijn ontstaan begin jaren 80 in de Verenigde Staten en vloeiden voort uit de toen populaire italodisco, new age en synthesizermuziek. House en techno zijn de oudste stromingen, waaruit de meeste andere stromingen zijn ontstaan. De naam house is ontleend aan de club the Warehouse in Chicago, waar dj's als Frankie Knuckles als eerste begonnen te experimenteren. Techno ontstond parallel aan house in Detroit. De naam techno is bedacht door technopioniers Juan Atkins, Derrick May en Kevin Saunderson.
Eind jaren 80 waaiden deze stromingen over naar Europa, met name naar Engeland, Duitsland, Nederland, België en het party-eiland Ibiza. Vrij snel daarna kwamen de eerste danceplaten in de hitlijsten. In Nederland werd er tot aan circa 1992 geen onderscheid gemaakt in de verschillende soorten dance en noemde men alles house. In 1993 kwam er vrij plots een scheiding tussen harde en zachte house. Zachte house noemde men mellow en hardere house werd hardcore genoemd. Hiermee kwam er ook ineens een einde aan het tot dan toe gangbare geluid van old school en acid house. Kort daarna waaierden deze twee stromingen uit tot talloze substromingen.
Uiteindelijk werd de stroming in Europa vele malen populairder dan in de VS, waar dance tot 2010 in de underground bleef. Ook ontstonden er bij de opkomst van dance veel clubs die zich uitsluitend richten op dance, zoals de RoXY (Amsterdam), Nighttown (Rotterdam), Cherry Moon (Lokeren) en Fuse (Brussel).
Zoals eerder vermeld werd begin jaren 90 in Nederland house als verzamelnaam gebruikt voor dancemuziek. Dit leidde echter tot verwarring, omdat house ook de naam is van een subgenre. Daarom is dance nu de meest gangbare parapluterm. In andere landen werden of worden techno, rave en EDM als verzamelnaam gebruikt.

## Dancestijlen/subgenres
Welke muziekstijlen wel of geen dance zijn, is een definitiekwestie en daardoor een grijs gebied. Het is behalve van de aard van de muziek (gebruik instrumenten, ritme en melodie) ook afhankelijk van de ontstaansgeschiedenis, de evolutie, welke artiesten worden geschaard onder de stijl en de benamingen in de media die er bestaan over de verschillende stijlen. Hieronder een opsomming van dancestijlen en aanverwante stijlen.
| - Acid house - Acid jazz - Aggrotech - Breakbeat - Darkelectro - Deephouse - Drum and bass - Dubstep | - Electrohouse - Electronic Body Music - Eurodance - Garage - Goa - Hardcore - Hardstyle - Hardtrance | - Hiphouse - House - IDM - Industrial - Jump - Jungle - Latin house - Lounge - Minimal techno | - Progressive house - Psychedelic trance - Rave - Techno - Tekno - Trance - Triphop - UK garage |

### Voorlopers van dance
| - Disco - Electro - Hi-NRG - Italodisco - New beat - New wave - Synthpop |

### Aan dance verwante stijlen
Anders dan de voorlopers van dance. 
- Ambient
- Acid jazz
- Chill-out
- Hiphop

## Bekende dance-artiesten en -groepen
Artiesten zijn gesorteerd op jaar waarin ze doorbraken en binnen hun categorie op alfabet.
Artiesten die meerdere aliassen hebben, worden alleen onder hun eigen naam of hun bekendste alias weergegeven
| 1985-1989 | 1990-1993 | 1990-1993 |
| --- | --- | --- |
| - 808 State - Bomb The Bass - Coldcut - Confetti's - Eddy de Clercq - Frankie Knuckles - Inner City - Larry Heard - Meat Beat Manifesto - Phuture - Soul II Soul - Todd Terry | - 2 Brothers on the 4th Floor - 2 Unlimited - A Man Called Adam - Aphex Twin - Black Box - The Brand New Heavies - C.J. Bolland - Culture Beat - Daft Punk - Guru Josh - Jam & Spoon - The KLF - Massive Attack | - Masters at Work - Moby - The Orb - Orbital - Paul Elstak - The Prodigy - René & Gaston - Richie Hawtin - Snap! - Speedy J - Twenty 4 Seven - Underworld |

| 1994-1997 | 1994-1997 | 1998-2002 | 1998-2002 |
| --- | --- | --- | --- |
| - 4hero - Armand Van Helden - BBE - Björk - BT - Charly Lownoise & Mental Theo - Coldcut - The Chemical Brothers - Daft Punk - Etienne de Crécy - Faithless - Goldie | - Infernal - La Bouche - Lamb - Masters at Work - Neophyte - Party Animals - Robert Miles - Roger Sanchez - Sash! - DJ Shadow - The Sunclub - Thievery Corporation - Tricky - Underworld | - Fatboy Slim - Freestylers - Basement Jaxx - Moloko - A Man Called Adam - DJ Tiësto - Ferry Corsten - Jazzanova | - Cassius - Chocolate Puma - Junkie XL - 4hero - Milk Inc. - Paul Elstak - Armin van Buuren - Röyksopp - Laidback Luke - The Streets - Etienne de Crécy - Thievery Corporation |

| 2003-2010 | 2003-2010 | 2003-2010 | 2003-2010 |
| --- | --- | --- | --- |
| - Audio Bullys - Junior Jack - Björk - Kesha - Freestylers - M.I.A. - Deadmau5 - Alan Walker - Kygo - Kate Ryan - Róisín Murphy | - Dizzee Rascal - The Streets - Armand Van Helden - Dash Berlin - Trentemøller - Roger Sanchez - Booka Shade - 4hero - Swedish House Mafia - Axwell Λ Ingrosso - W&W | - Wildstylez - Milk Inc. - Justice - David Guetta - Mr. Oizo - September - The Pitcher - Showtek - Pendulum - Etienne de Crécy - Thievery Corporation | - Faithless - Fedde le Grand - Laurent Wolf - Regi - The Prodigy - Hardwell - Far East Movement - Headhunterz - LMFAO - Martin Garrix - Dimitri Vegas & Like Mike |

| 2011-heden | 2011-heden                                                                                         |
| --- | -------------------------------------------------------------------------------------------------- |
| - Disclosure - Hot Natured - Daniel Avery - Purple Disco Machine - Diplo - Kygo - Confidence Man - Blondes - Galantis | - Major Lazer - Nicky Romero - Rudimental - Zedd - CamelPhat - Au/Ra - DJ Snake - Lost Frequencies |

## Dance op de radio
Prominente dance-radiozenders in Nederland en België:
- Radio Decibel
- C-Dance
- Metropolis
- Fresh FM
- MNM
- NPO funX dance
- RGR fm
- Slam! (eerder "New Dance Radio", "ID&T Radio" en "Slam!FM")
- TOPradio (voorheen Radio SIS)
- XFM (gestopt in 2011)
- Radio 538

Prominente dance-radioprogramma's die in Nederland en België worden uitgezonden:
- A State of Trance
- Dance Department
- Global Dance Chart
- Clublife by Tiësto
- Jacked
- DAYS like NIGHTS
- The X Vibe
- Sugar Radio
- The Boom Room

## Nederlandse dance-tijdschriften
- Thundermagazine
- Strobe
- Bassic Groove
- Slam!
- Update Magazine
- ID&T Magazine
- Release
- Power Beat Magazine
- DJ Mag Nederland
- Clublife
- Ape Magazine
- DJ Broadcast

## Belgische dance-tijdschriften
- Out Soon
- Behind The Scene
- Plastiks Magazine
- Move-X